# Drag-On
Mel Jason Smalls (4 de enero de 1979), más conocido como Drag-On, es un rapero natural del Bronx, Nueva York. Él es el fundador de la productora Hood Environment y es de ascendencia Afroamericana y Jamaicana.
Drag-On ha contribuido a una serie de proyectos tan prestigiosos como: tres álbumes multiplatinos de DMX (rapero), Ruff Ryders: Ryde or Die, vol. 1, DJ Clue's The Proffesional, The LOX (Living Off Experience), We Are The Streets, First Lady de Eve, junto con varias recopilaciones, bandas sonoras y mixtapes.

## Carrera
A principios del 2000, Drag-On lanzó su primer álbum como solista, titulado Opossite of H2O. El álbum demostró ser un gran éxito, alcanzando el puesto #5 en el Billboard Top 200 y #2 en el 
Top R & B / Hip-Hop Albums , ha vendido 800.000 copias hasta la fecha, estableciendo a Drag-On como un artista principal en el mundo del hip-hop.
Drag-On también ha disfrutado de una variada y exitosa carrera cinematográfica, con papeles coprotagonistas en éxitos de taquilla como: Exit Wounds (2001) junto con DMX y Steven Seagal, así como Cradle 2 the Grave (2003) junto con DMX y Jet Li. Drag-On también apareció en The Hustle (2003), que coprotagonizó Ed Lover y Dr. Dre.
En 2004, Drag-On lanza Hell and Back, que debutó en el #5 en el Billboard Top R&B/Hip Hop Albums Charts ", y mostró su nuevo estilo hardcore. En este álbum, el artista explora estos materiales de la vida real, como su madre, Terrie Smith batalla con un cáncer de garganta, las luchas de los familiares con las drogas, de ser abandonado por su padre, peleas callejeras, perdiendo los gemelos nacidos de un aborto involuntario y la vida, durmiendo donde podía.
A finales del 2004, con un disco de oro en su haber, un nuevo álbum en camino y películas en producción, fue amenazado por un atacante, y se vio obligado a defenderse. Este altercado llevó a que el atacante que sufrió lesiones graves, demandó a Drag-On, los acontecimientos resultaron ser un importante acontecimiento negativo en su carrera y vida personal. 
En 2007, Drag-On obtuvo los servicios de gestión de Grind House (Grady Spivey y Tony Panther). Grady Spivey, el fundador de la Grindhouse, amigo de mucho tiempo de Swizz Beatz. La empresa de gestión había ideado un plan de revisión en la carrera de Drag-On , en 2007, Drag-On firmó con el sello de Swizz Beatz, Full Surface. Desde ese momento Drag-On ha iniciado su propio sello, Hood Evironment. 
Para promocionar la productora, Drag lanzó al mercado su tercer álbum en solitario llamado Hood Evironment, a mediados del 2007. Cuenta con la producción de Swizz Beatz, Dame Grease, Snagz y The Individualz y artistas invitados, incluyendo Philly (protegido de Cassidy), AR-AB, Cassidy, Maino, Styles P, Eve y muchos más. El álbum combina los sonidos que los fanes adoran y a la vez su música, también demuestra nuevos ritmos y estilos vocales. Este álbum marcó el inicio de la independencia de Drag. Pese a una buena recepción crítica, álbum fracaso comercialmente.
En 2008, Drag-On lanzado School of Hard Knocks, producido por Avenue (The Individualz) y Swizz Beatz,. La pista ganó la gran rotación de locales de radio Hip Hop Giant Hot 97. Mr.Cee debutando el registro en la víspera de Año Nuevo, al inaugurar el nuevo año al permitir que la comunidad hip hop sepa que Drag-On estaba de vuelta. Desde entonces, Drag-On ha sido presentado en diferentes mixtapes de Dj Big Mike y Dj White Owl. Drag-On también fue uno de los impulsores de la canción de tributo a Sean Bell, tras el veredicto de encontrar agentes de policía de Nueva York inocentes de los disparos de muerte por negligencia de Sean Bell. Drag-On aparece en la canción "Stand Up", junto a Maino, Talib Kweli, Styles P, Cassidy y Swizz Beatz. 
A principios del 2009 Grind House y Drag-On renegociaron el acuerdo de la artista con Ruff Ryders para grabar un álbum a través de Ruff Ryders Indy/Full Surface/Universal. En el verano de 2009 Drag-On colaboró en la canción "Who's Real?", del álbum Jadakiss's #1 en ventas The Last Kiss; en colaboración con Swizz, DMX, The LOX y Eve . Esta canción anunció al mundo que Drag-On regresó al sonido original Ruff Ryders.
El 30 de marzo del 2011 Drag abandonó los Ruff Ryders, en un cuerdo mutuo. Según argumento el artista lo hacía para centrase más en su productora independiente.
La última vez que se supo del artista ocurrió el 1 de septiembre del 2012 cuando acompañó a DMX en un concierto, para ayudarlo con algunas canciones.

## Discografía

### Álbumes
| Título           | Detalles del álbum                                                                                            | Posiciones en las listas | Posiciones en las listas | Certificaciones |
| Título           | Detalles del álbum                                                                                            | US                       | US R&B                   | Certificaciones |
| ---------------- | --- | ------------------------ | ------------------------ | --------------- |
| Opposite of H2O  | - Lanzado: 28 de marzo del 2000 - Productora: Ruff Ryders, Interscope - Formato: CD, casete, descarga digital | 5                        | 2                        | - RIAA: Oro     |
| Hell and Back    | - Lanzado: 10 de febrero del 2004 - Productora: Virgin - Formato: CD, descarga digital                        | 47                       | 5                        |                 |
| Hood Environment | - Lanzado: 4 de septiembre del 2007 - Productora: Hood Environment - Formato: CD, descarga digital            | —                        | —                        |                 |

### Mixtapes
- 2007: Say Hello To The Bad Guys

## Sencillos

### Propios
| Año  | Canción                               | Posición     | Posición | Posición | Álbum           |
| Año  | Canción                               | U.S. Hot 100 | U.S. R&B | U.S. Rap | Álbum           |
| ---- | ------------------------------------- | ------------ | -------- | -------- | --------------- |
| 1999 | "Spit These Bars" (feat. Swizz Beatz) | —            | 80       | 5        | Opposite of H2O |
| 2000 | "Niggaz Die For Me" (feat. DMX)       | —            | —        | —        | Opposite of H2O |
| 2003 | "Put Your Drinks Down"                | —            | 80       | —        | Hell and Back   |
| 2004 | "Bang Bang Boom" (feat. Swizz Beatz)  | —            | 94       | —        | Hell and Back   |

### Como colaborador
| Año  | Canción                                                                              | Posiciones   | Posiciones | Posiciones | Álbum                                |
| Año  | Canción                                                                              | U.S. Hot 100 | U.S. R&B   | U.S. Rap   | Álbum                                |
| ---- | ------------------------------------------------------------------------------------ | ------------ | ---------- | ---------- | ------------------------------------ |
| 1999 | "Down Bottom" (Ruff Ryders feat. Drag-On, Juvenile & Swizz Beatz)                    | —            | 43         | 5          | Ryde or Die Vol. 1                   |
| 1999 | "No Love 4 Me" (DMX feat. Drag-On)                                                   | —            | —          | —          | Flesh of My Flesh, Blood of My Blood |
| 2009 | "Who's Real" (Jadakiss feat. Swizz Beatz, Eve, Drag-On, DMX, Sheek Louch & Styles P) | 125          | 39         | 18         | The Last Kiss                        |